# Grégory Beghin
Grégory Beghin est un réalisateur, scénariste et acteur belge, né le 5 avril 1985 à Bruxelles (Bruxelles-Capitale).
Il se fait connaître grâce à création de la série digitale multi-récompensée Burkland et au film Deep Fear.

## Carrière
En 2020, son premier long métrage Losers Revolution, qu'il partage sa réalisation avec Thomas Ancora
En juillet 2021, on apprend qu'il vient d'achever le tournage Deep Fear, film d'horreur écrit par Nicolas Tackian et produit par la production Black Swan Tales.

## Filmographie

### En tant qu'acteur

#### Télévision

##### Séries télévisées
- 2012 : Almost There : l'amoureux (saison 1, épisode 1)
- 2014-2016 : Euh… : Jean-Marc (16 épisodes)
- 2016 : Burkland : le serveur (saison 1, épisode 4 : Chapitre 3)
- 2017 : Funcorp : Oscar Wiener (10 épisodes)
- 2018 : eLegal : Jean Baudoux (saison 1, épisode 8 : Noémie)

### En tant que scénariste

#### Séries télévisées
- 2014-2015 : Euh… (10 épisodes)
- 2015-2016 : Burkland (11 épisodes)
- 2018 : Adèle

### En tant que réalisateur

#### Longs métrages
- 2020 : Losers Revolution
- 2022 : Deep Fear

#### Série télévisée
- 2015-2016 : Burkland (11 épisodes)

## Distinctions
Sauf indication contraire, les informations mentionnées dans cette section peuvent être confirmées par la base de données cinématographiques IMDb,  présente dans la section « Liens externes ».
- Festival international des webséries de Los Angeles 2017 (en) : prix jury du meilleur scénariste exceptionnel dans une série comique Euh… (partagé avec Brieuc de Goussencourt et Benjamin Dessy)
- Vancouver Web Series Festival 2018 : meilleure série horrifique Burkland
- Festival international du film comique de Dublin 2022 : meilleure réalisation pour Losers Revolution (partagé avec Thomas Ancora)

### Documentation
- « Grégory Beghin : « Faites vous plaisir. Tout est possible » » [entretien], sur rtbf.be, 25 avril 2016.